# Anahí (album)
Pour les articles homonymes, voir Anahí (homonymie).
Albums de Anahí
Hoy es Mañana
Anahí est le premier LP de Anahí, sorti en 1993.
Parmi toutes les choses qu'elle a fait, et malgré son jeune âge, elle a participé au spectacle "El Supershow de Anahí", dans tout Mexico, et ce, pendant 5 semaines consécutives.
Elle a interprété de plus Mensajero del señor, chanson dédiée au Pape Juan Pablo II lors de sa visite au Mexique en 1993.

## Liste des titres
1. El Ratón Pérez
2. Apaguen El Despertador
3. No Le Tengo Miedo Al Doctor
4. Hay Un Chico Que Me Gusta
5. Los Dos Al Agua
6. Pastel De Chocolate
7. Somos Amigos
8. A Bailar La Conga
9. El Blues De La Paleta
10. El twist de mi hermano
11. Un Casamiento En El Zoológico
12. Te Doy Un Besito